# Philothermopsis liberiensis
Philothermopsis liberiensis is een keversoort uit de familie dwerghoutkevers (Cerylonidae). De wetenschappelijke naam van de soort werd in 1973 gepubliceerd door Tapan Sen Gupta.